# Flute Springs (Oklahoma)
Flute Springs es un lugar designado por el censo ubicado en el condado de Sequoyah en el estado estadounidense de Oklahoma. En el Censo de 2010 tenía una población de 130 habitantes y una densidad poblacional de 18,37 personas por km².

## Geografía
Flute Springs se encuentra ubicado en las coordenadas 35°37′19″N 94°47′59″O / 35.62194, -94.79972. Según la Oficina del Censo de los Estados Unidos, Flute Springs tiene una superficie total de 11.39 km², de la cual 11.26 km² corresponden a tierra firme y (1.14%) 0.13 km² es agua.

## Demografía
Según el censo de 2010, había 130 personas residiendo en Flute Springs. La densidad de población era de 18,37 hab./km². De los 130 habitantes, Flute Springs estaba compuesto por el 25.38% blancos, el 0% eran afroamericanos, el 63.85% eran amerindios, el 0% eran asiáticos, el 0% eran isleños del Pacífico, el 3.85% eran de otras razas y el 2.31% pertenecían a dos o más razas. Del total de la población el 5.38% eran hispanos o latinos de cualquier raza.